# Spherillo setaceus
Spherillo setaceus är en kräftdjursart som beskrevs av Gustav Budde-Lund 1904. Spherillo setaceus ingår i släktet Spherillo och familjen Armadillidae. Inga underarter finns listade i Catalogue of Life.